# Chelonus
Genre
Taxons de rang inférieur
- Areselonus
- Baculonus
- Carinichelonus
- Chelonus
- Cubochelonus
- Megachelonus
- Microchelonus
- Parachelonus
- Scabrichelonus
- Stylochelonus

Synonymes
- Anomala von Block, 1799
- Arichelonus Viereck, 1913
- Davisania La Munyon, 1877

Chelonus est un genre d'insectes de l'ordre des Hyménoptères, et de la famille des Braconidae et de la sous-famille des Cheloninae.
Ce sont des microguèpes dont les cellules cubitale et discoidale de l'aile ont fusionné.
Ce sont des endoparasites ovolarvaires de lépidoptères, le plus souvent solitaires. Chelonus taxanus se développe aux dépens de divers Noctuidae.

## Espèces
Chelonus abditus - 
Chelonus abductor - 
Chelonus aberrans - 
Chelonus abnormalis - 
Chelonus absonus - 
Chelonus abstrusus - 
Chelonus aciculatus - 
Chelonus aculeatus - 
Chelonus acuminatus - 
Chelonus acutigaster - 
Chelonus acutiusculus - 
Chelonus acutulus - 
Chelonus adjunctus - 
Chelonus aelleniae - 
Chelonus agathis - 
Chelonus agilis - 
Chelonus ahngeri - 
Chelonus akmolensis - 
Chelonus alaicus - 
Chelonus albicinctus - 
Chelonus albofasciatus - 
Chelonus albomacula - 
Chelonus albor - 
Chelonus alexeevi - 
Chelonus algiricus - 
Chelonus aligarhensis - 
Chelonus alius - 
Chelonus alpinus - 
Chelonus alter - 
Chelonus alternator - 
Chelonus alticinctus - 
Chelonus altilis - 
Chelonus altimontanus - 
Chelonus altitudinis - 
Chelonus alveatus - 
Chelonus amaculatus - 
Chelonus amandus - 
Chelonus amurensis - 
Chelonus andrievskii - 
Chelonus angustatus - 
Chelonus angustiventris - 
Chelonus angustulus - 
Chelonus angustus - 
Chelonus anivicus - 
Chelonus annularius - 
Chelonus annulatus - 
Chelonus annulicornis - 
Chelonus annuliflagellaris - 
Chelonus annulipes - 
Chelonus antennalis - 
Chelonus antenventris - 
Chelonus anthracinus - 
Chelonus antillarum - 
Chelonus antropovi - 
Chelonus anxius - 
Chelonus apicalis - 
Chelonus apistae - 
Chelonus arcuatilis - 
Chelonus areolatus - 
Chelonus argutus - 
Chelonus arisanus - 
Chelonus armeniacus - 
Chelonus arnoldii - 
Chelonus artoventris - 
Chelonus artus - 
Chelonus ashmeadii - 
Chelonus asiaticus - 
Chelonus assimilis - 
Chelonus atripes - 
Chelonus audeoudiae - 
Chelonus aughei - 
Chelonus auricornis - 
Chelonus australiensis - 
Chelonus australis - 
Chelonus azerbajdzhanicus - 
Chelonus badachshanicus - 
Chelonus balchanicus - 
Chelonus balkanicus - 
Chelonus balkhashensis - 
Chelonus basalis - 
Chelonus basicinctus - 
Chelonus basifemoralis - 
Chelonus basilaris - 
Chelonus basimacula - 
Chelonus basimaculatus - 
Chelonus baskunchakensis - 
Chelonus batrachedrae - 
Chelonus bedfordi - 
Chelonus belokobylskiji - 
Chelonus beyarslani - 
Chelonus bickleyi - 
Chelonus bicoloricornis - 
Chelonus bicoloripes - 
Chelonus bicolorus - 
Chelonus bidens - 
Chelonus bidentatus - 
Chelonus bidentulus - 
Chelonus bifidus - 
Chelonus bifoveolatus - 
Chelonus bifurcatus - 
Chelonus bigener - 
Chelonus bigus - 
Chelonus biliosus - 
Chelonus bimaculatus - 
Chelonus binus - 
Chelonus bipicturatus - 
Chelonus bispinus - 
Chelonus bituberculatus - 
Chelonus bituminalis - 
Chelonus bitumineus - 
Chelonus blackburni - 
Chelonus bolsoni - 
Chelonus bonellii - 
Chelonus bosonohyi - 
Chelonus brachyurus - 
Chelonus brasiliensis - 
Chelonus brevicella - 
Chelonus brevicornis - 
Chelonus brevifemoralis - 
Chelonus brevifemur - 
Chelonus brevigenis - 
Chelonus brevimalarspacemis - 
Chelonus brevimetacarpus - 
Chelonus brevioculatus - 
Chelonus breviradialis - 
Chelonus breviradis - 
Chelonus brevis - 
Chelonus breviventris - 
Chelonus brunniventris - 
Chelonus bucculentus - 
Chelonus budapesti - 
Chelonus budrysi - 
Chelonus burjaticus - 
Chelonus burksi - 
Chelonus buscki - 
Chelonus busckiella - 
Chelonus bussyi - 
Chelonus caboverdensis - 
Chelonus calcaratus - 
Chelonus calligoni - 
Chelonus canescens - 
Chelonus capensis - 
Chelonus capsa - 
Chelonus capsularis - 
Chelonus capsulifer - 
Chelonus caradrinae - 
Chelonus carbonator - 
Chelonus carinatikovi - 
Chelonus carinatus - 
Chelonus carinigaster - 
Chelonus cariniventris - 
Chelonus caulicola - 
Chelonus cautus - 
Chelonus cavifrons - 
Chelonus cavipodex - 
Chelonus ceanothi - 
Chelonus cedropadicus - 
Chelonus centralis - 
Chelonus cephelanthi - 
Chelonus cereris - 
Chelonus chailini - 
Chelonus chalchingoli - 
Chelonus changaicus - 
Chelonus changbaishanensis - 
Chelonus chasanicus - 
Chelonus chilensis - 
Chelonus chinensis - 
Chelonus chrysobasis - 
Chelonus chrysogaster - 
Chelonus chrysomacula - 
Chelonus chrysostigma - 
Chelonus chrysotegula - 
Chelonus chrysozona - 
Chelonus chryspedes - 
Chelonus cinctipes - 
Chelonus cingulipes - 
Chelonus circulariforameni - 
Chelonus circumfissuralis - 
Chelonus circumfossa - 
Chelonus circumrimosus - 
Chelonus circumscriptor - 
Chelonus cisapicalis - 
Chelonus cisdauricus - 
Chelonus clausus - 
Chelonus clavinervis - 
Chelonus clypealis - 
Chelonus cnephasiae - 
Chelonus compositus - 
Chelonus compressor - 
Chelonus concentralis - 
Chelonus conformis - 
Chelonus confusus - 
Chelonus connectens - 
Chelonus consociatus - 
Chelonus constrictus - 
Chelonus continens - 
Chelonus contractellus - 
Chelonus contractus - 
Chelonus contrarius - 
Chelonus convexus - 
Chelonus coriaceus - 
Chelonus cornutus - 
Chelonus corvulus - 
Chelonus cosmopteridis - 
Chelonus crassitarsis - 
Chelonus crassus - 
Chelonus cratospilumi - 
Chelonus creteus - 
Chelonus curtigenis - 
Chelonus curtimetacarpus - 
Chelonus curtus - 
Chelonus curvimaculatus - 
Chelonus curvinervius - 
Chelonus curvipes - 
Chelonus cushmani - 
Chelonus cycloporus - 
Chelonus cylindricus - 
Chelonus cylindrus - 
Chelonus cyprensis - 
Chelonus cypri - 
Chelonus cyprianus - 
Chelonus daanyuanensis - 
Chelonus dauricus - 
Chelonus decaryi - 
Chelonus declivis - 
Chelonus decorus - 
Chelonus delphinensis - 
Chelonus denticulatus - 
Chelonus deogiri - 
Chelonus depressus - 
Chelonus devexus - 
Chelonus devius - 
Chelonus diaphor - 
Chelonus discolorius - 
Chelonus disjunctus - 
Chelonus disparilis - 
Chelonus dolicocephalus - 
Chelonus dolosus - 
Chelonus dreisbachi - 
Chelonus dwibindus - 
Chelonus eaous - 
Chelonus egregicolor - 
Chelonus elachistae - 
Chelonus elaeaphilus - 
Chelonus elasmopalpi - 
Chelonus electus - 
Chelonus elegans - 
Chelonus elegantulus - 
Chelonus elenae - 
Chelonus elongates - 
Chelonus elongatulus - 
Chelonus elongatus - 
Chelonus emeljanovi - 
Chelonus empherus - 
Chelonus endomius - 
Chelonus ensifer - 
Chelonus equalis - 
Chelonus erdosi - 
Chelonus ergeniensis - 
Chelonus ermolenkoi - 
Chelonus erosus - 
Chelonus errabundus - 
Chelonus erraticus - 
Chelonus erratus - 
Chelonus erroneus - 
Chelonus erythrogaster - 
Chelonus erythropodus - 
Chelonus erythropus - 
Chelonus erythrosoma - 
Chelonus eucosmae - 
Chelonus eugenii - 
Chelonus euphorbiae - 
Chelonus eurous - 
Chelonus euryspilus - 
Chelonus excisus - 
Chelonus exilis - 
Chelonus eximius - 
Chelonus falkovitshi - 
Chelonus fatigatus - 
Chelonus fenestratus - 
Chelonus ferganicus - 
Chelonus ferulae - 
Chelonus fischeri - 
Chelonus fisetshkoi - 
Chelonus fissilis - 
Chelonus fissus - 
Chelonus fistulatus - 
Chelonus flagellaris - 
Chelonus flavens - 
Chelonus flavicoxis - 
Chelonus flavipalpis - 
Chelonus flavomarginalis - 
Chelonus flavoneavulus - 
Chelonus flavoscaposus - 
Chelonus foersteri - 
Chelonus formosanus - 
Chelonus formosovi - 
Chelonus fornicatus - 
Chelonus fortispinus - 
Chelonus foveiventris - 
Chelonus foveolatus - 
Chelonus frater - 
Chelonus fraternus - 
Chelonus frontalis - 
Chelonus fujianensis - 
Chelonus fulgidus - 
Chelonus fumarius - 
Chelonus fumidus - 
Chelonus fumipennis - 
Chelonus fuscipennis - 
Chelonus gastrus - 
Chelonus gauldi - 
Chelonus gayi - 
Chelonus genalis - 
Chelonus glabrifrons - 
Chelonus gladiclypis - 
Chelonus gladius - 
Chelonus gohoi - 
Chelonus gossypicola - 
Chelonus gossypii - 
Chelonus gozmanyi - 
Chelonus graciflagellum - 
Chelonus gracilariae - 
Chelonus gracilis - 
Chelonus gracitis - 
Chelonus grandipunctatus - 
Chelonus grapholithae - 
Chelonus gratus - 
Chelonus gravenhorstii - 
Chelonus gryoexcavatus - 
Chelonus guadunensis - 
Chelonus guamensis - 
Chelonus gussakovskii - 
Chelonus hadrogaster - 
Chelonus heliopae - 
Chelonus helleni - 
Chelonus hemiagathis - 
Chelonus heraticus - 
Chelonus herbigradus - 
Chelonus hiemalis - 
Chelonus hirmaculatus - 
Chelonus hispanicus - 
Chelonus hofferi - 
Chelonus holisi - 
Chelonus hoppingi - 
Chelonus hubeiensis - 
Chelonus humilis - 
Chelonus hurdi - 
Chelonus hurtus - 
Chelonus hyalinus - 
Chelonus ibericus - 
Chelonus icteribasis - 
Chelonus immaculatus - 
Chelonus impressiventris - 
Chelonus improcerus - 
Chelonus inanitus - 
Chelonus incisus - 
Chelonus incrassus - 
Chelonus indericus - 
Chelonus indicus - 
Chelonus insepultus - 
Chelonus inserenus - 
Chelonus insidiator - 
Chelonus insidiatrix - 
Chelonus insidiosus - 
Chelonus insincerus - 
Chelonus insolitus - 
Chelonus insuetus - 
Chelonus insulanus - 
Chelonus insularis - 
Chelonus intercessor - 
Chelonus interpositus - 
Chelonus iranicus - 
Chelonus iridescens - 
Chelonus irremeabilis - 
Chelonus irreprehensus - 
Chelonus irrisor - 
Chelonus irritator - 
Chelonus irritus - 
Chelonus irrugator - 
Chelonus irruptus - 
Chelonus iskenderi - 
Chelonus ismayi - 
Chelonus isolatus - 
Chelonus istriensis - 
Chelonus jacobsoni - 
Chelonus jaicus - 
Chelonus jakuticus - 
Chelonus japonicus - 
Chelonus jilinensis - 
Chelonus johni - 
Chelonus jonaitisi - 
Chelonus jordanicus - 
Chelonus juldashevi - 
Chelonus jungi - 
Chelonus justus - 
Chelonus kalmykorum - 
Chelonus karadagensis - 
Chelonus karadagi - 
Chelonus karakalensis - 
Chelonus karakumicus - 
Chelonus kasachstanicus - 
Chelonus kaszabi - 
Chelonus kazakhstanicus - 
Chelonus kazenasi - 
Chelonus keiferiae - 
Chelonus kellieae - 
Chelonus kermakiae - 
Chelonus kerzhneri - 
Chelonus keteper - 
Chelonus kiritshenkoi - 
Chelonus kirvus - 
Chelonus klugei - 
Chelonus knabi - 
Chelonus konkaputus - 
Chelonus kopetdagicus - 
Chelonus koponeni - 
Chelonus koreanus - 
Chelonus kostylevi - 
Chelonus kotenkoi - 
Chelonus kozlovi - 
Chelonus krivokhatskyi - 
Chelonus krombeini - 
Chelonus kryzhanovskii - 
Chelonus kughitangi - 
Chelonus kyrgisorum - 
Chelonus labipalpis - 
Chelonus lacteipennis - 
Chelonus laevifrons - 
Chelonus lamellosus - 
Chelonus laplandicus - 
Chelonus latens - 
Chelonus laticeps - 
Chelonus laticinctus - 
Chelonus latifossa - 
Chelonus latifunis - 
Chelonus latitemporis - 
Chelonus latrunculus - 
Chelonus lavernae - 
Chelonus leleji - 
Chelonus leptogaster - 
Chelonus leucomaculus - 
Chelonus liber - 
Chelonus lissocephalus - 
Chelonus lissofossa - 
Chelonus lissogaster - 
Chelonus lissoscutellaris - 
Chelonus lissosoma - 
Chelonus lodosus - 
Chelonus longidiastemus - 
Chelonus longihair - 
Chelonus longioculis - 
Chelonus longipalpis - 
Chelonus longipedicellus - 
Chelonus longipes - 
Chelonus longirimosus - 
Chelonus longistriatus - 
Chelonus longitarsumis - 
Chelonus longiusculus - 
Chelonus longiventris - 
Chelonus longqiensis - 
Chelonus longulus - 
Chelonus lugubris - 
Chelonus lukasi - 
Chelonus lunari - 
Chelonus lunaris - 
Chelonus lunatus - 
Chelonus lunulatus - 
Chelonus luteipalpis - 
Chelonus lutoga - 
Chelonus luzhetzkji - 
Chelonus luzonicus - 
Chelonus macrellips - 
Chelonus macrocorpus - 
Chelonus macros - 
Chelonus maculibasis - 
Chelonus magadani - 
Chelonus magnifissuralis - 
Chelonus magnipunctus - 
Chelonus majusdentatus - 
Chelonus makarkini - 
Chelonus malayanus - 
Chelonus malinellae - 
Chelonus marshakovi - 
Chelonus marshi - 
Chelonus masoni - 
Chelonus maudae - 
Chelonus mccombi - 
Chelonus medicaginis - 
Chelonus medinus - 
Chelonus mediterraneus - 
Chelonus medus - 
Chelonus megacephalus - 
Chelonus megaspilus - 
Chelonus mellipes - 
Chelonus meridionalis - 
Chelonus mesotellus - 
Chelonus metatarsalis - 
Chelonus mexicanus - 
Chelonus microcella - 
Chelonus microchelonoides - 
Chelonus microfamosus - 
Chelonus microphtalmus - 
Chelonus microsomus - 
Chelonus mikhaili - 
Chelonus milkoi - 
Chelonus minifissus - 
Chelonus minifossa - 
Chelonus minimus - 
Chelonus minutissimus - 
Chelonus minutus - 
Chelonus minytellus - 
Chelonus mirabilis - 
Chelonus mirandus - 
Chelonus mirumis - 
Chelonus miscellae - 
Chelonus mishi - 
Chelonus missai - 
Chelonus mitigatus - 
Chelonus modestus - 
Chelonus moldavicus - 
Chelonus mongolicus - 
Chelonus montanus - 
Chelonus monticola - 
Chelonus moravicus - 
Chelonus moriokensis - 
Chelonus moskovitus - 
Chelonus mucronatus - 
Chelonus muesebecki - 
Chelonus multirimosus - 
Chelonus multistriatus - 
Chelonus munakatae - 
Chelonus muratus - 
Chelonus mushanus - 
Chelonus myartsevae - 
Chelonus mysticorum - 
Chelonus nachitshevanicus - 
Chelonus naethrus - 
Chelonus nanus - 
Chelonus narayani - 
Chelonus narendrani - 
Chelonus nartshukae - 
Chelonus narynicus - 
Chelonus nebraskensis - 
Chelonus nigellus - 
Chelonus niger - 
Chelonus nigricans - 
Chelonus nigricornis - 
Chelonus nigricoxatus - 
Chelonus nigrimembris - 
Chelonus nigrinervis - 
Chelonus nigrinus - 
Chelonus nigripalpis - 
Chelonus nigripennis - 
Chelonus nigripes - 
Chelonus nigritibialis - 
Chelonus nigritulus - 
Chelonus nigritus - 
Chelonus nikolskajae - 
Chelonus nomas - 
Chelonus notaulii - 
Chelonus noyesi - 
Chelonus obliquis - 
Chelonus obscuratus - 
Chelonus obturbatus - 
Chelonus ocellatus - 
Chelonus oculator - 
Chelonus olgacola - 
Chelonus olgae - 
Chelonus ononicus - 
Chelonus opaculus - 
Chelonus opacus - 
Chelonus orchis - 
Chelonus orenburgensis - 
Chelonus orientalis - 
Chelonus orotukanensis - 
Chelonus ovalis - 
Chelonus oviventris - 
Chelonus pachytellus - 
Chelonus pallidus - 
Chelonus pallipeser - 
Chelonus palpalis - 
Chelonus palpator - 
Chelonus pannonicus - 
Chelonus pappi - 
Chelonus papua - 
Chelonus paradoxus - 
Chelonus paralunaris - 
Chelonus parverticalis - 
Chelonus parvus - 
Chelonus paucifossa - 
Chelonus paululus - 
Chelonus pecki - 
Chelonus pectinophorae - 
Chelonus pectoralis - 
Chelonus pedator - 
Chelonus pellucens - 
Chelonus periplocae - 
Chelonus pertristis - 
Chelonus pertusus - 
Chelonus peruensis - 
Chelonus pesenkoi - 
Chelonus petilusi - 
Chelonus petrovae - 
Chelonus phalloniae - 
Chelonus phaloniae - 
Chelonus phthorimaeae - 
Chelonus pictipes - 
Chelonus pictus - 
Chelonus pikeni - 
Chelonus pilicornis - 
Chelonus pilosulus - 
Chelonus pini - 
Chelonus plainifacis - 
Chelonus planiventris - 
Chelonus plenus - 
Chelonus plesius - 
Chelonus podlussanyi - 
Chelonus polycolor - 
Chelonus ponapensis - 
Chelonus ponderosae - 
Chelonus popovi - 
Chelonus porteri - 
Chelonus posjeticus - 
Chelonus praepusillus - 
Chelonus probabilis - 
Chelonus procericornis - 
Chelonus processiventris - 
Chelonus productus - 
Chelonus prolatricornis - 
Chelonus propodealis - 
Chelonus propodealoides - 
Chelonus proteus - 
Chelonus prunicola - 
Chelonus przewalskii - 
Chelonus pseudasiaticus - 
Chelonus pseudobasalis - 
Chelonus pseudoscrobiculatus - 
Chelonus puerilis - 
Chelonus punctatus - 
Chelonus punctifossa - 
Chelonus punctipennis - 
Chelonus punctiscutellaris - 
Chelonus pusilloides - 
Chelonus pusillus - 
Chelonus pusio - 
Chelonus pygmaeus - 
Chelonus quadriceps - 
Chelonus quadrimaculatus - 
Chelonus radialis - 
Chelonus raoi - 
Chelonus rectangularis - 
Chelonus recurvariae - 
Chelonus repeteki - 
Chelonus retrorsus - 
Chelonus retroversus - 
Chelonus retrusus - 
Chelonus retusus - 
Chelonus rhagius - 
Chelonus rimosus - 
Chelonus ripaeus - 
Chelonus riphaeicus - 
Chelonus risorius - 
Chelonus ritchiei - 
Chelonus robertianus - 
Chelonus rogezensis - 
Chelonus rohdendorfi - 
Chelonus rokkina - 
Chelonus rostratus - 
Chelonus rostrornis - 
Chelonus rotundifossa - 
Chelonus rubens - 
Chelonus rubicunndis - 
Chelonus rubiginis - 
Chelonus rubriventris - 
Chelonus rudolfae - 
Chelonus ruficollis - 
Chelonus ruficornis - 
Chelonus rufifossa - 
Chelonus rufinatumer - 
Chelonus rufipedator - 
Chelonus rufipes - 
Chelonus rufiscapus - 
Chelonus rufisignatus - 
Chelonus rufiventris - 
Chelonus ruflavus - 
Chelonus rufoscapus - 
Chelonus rufus - 
Chelonus rugicollis - 
Chelonus rugilobus - 
Chelonus rugosinotum - 
Chelonus rugosivertex - 
Chelonus rugulosus - 
Chelonus ruptor - 
Chelonus rutshuricus - 
Chelonus sagaensis - 
Chelonus sagittatus - 
Chelonus saileri - 
Chelonus saipanensis - 
Chelonus saksauli - 
Chelonus salebrosus - 
Chelonus salicis - 
Chelonus salomonis - 
Chelonus sassacus - 
Chelonus scaberrimus - 
Chelonus scabrator - 
Chelonus scabrosus - 
Chelonus schizogaster - 
Chelonus scrobiculatus - 
Chelonus sculleni - 
Chelonus sculptur - 
Chelonus sculptureatumus - 
Chelonus scutellatus - 
Chelonus secundus - 
Chelonus semenovi - 
Chelonus semihyalinus - 
Chelonus semilissus - 
Chelonus semilunaris - 
Chelonus septemdecimplex - 
Chelonus sericeus - 
Chelonus setaceus - 
Chelonus seticornis - 
Chelonus severini - 
Chelonus seyrigi - 
Chelonus shafeei - 
Chelonus shenefelti - 
Chelonus shennongensis - 
Chelonus shestakovi - 
Chelonus shevyryevi - 
Chelonus shoshoneanorum - 
Chelonus shyamus - 
Chelonus shyrvanicus - 
Chelonus signatus - 
Chelonus silvestrii - 
Chelonus similis - 
Chelonus sinensis - 
Chelonus sinevi - 
Chelonus sinuosus - 
Chelonus smirnovi - 
Chelonus sobrinus - 
Chelonus sochiensis - 
Chelonus sochii - 
Chelonus sochiorum - 
Chelonus socors - 
Chelonus solidus - 
Chelonus sonorensis - 
Chelonus sordipalpis - 
Chelonus spasskensis - 
Chelonus spiniger - 
Chelonus spinosus - 
Chelonus starki - 
Chelonus stenogaster - 
Chelonus sternalis - 
Chelonus sternatus - 
Chelonus striatiscuta - 
Chelonus striatus - 
Chelonus subabditus - 
Chelonus subabstrusus - 
Chelonus subagathis - 
Chelonus subamandus - 
Chelonus subangustatus - 
Chelonus subannulatus - 
Chelonus subarcuatilis - 
Chelonus subbasalis - 
Chelonus subcapsulifer - 
Chelonus subcaudatus - 
Chelonus subcontractus - 
Chelonus subcorvulus - 
Chelonus subelaeaphilus - 
Chelonus subelegantulus - 
Chelonus subfenestratus - 
Chelonus subflagellaris - 
Chelonus subgenalis - 
Chelonus submarginalis - 
Chelonus submuticus - 
Chelonus subpedator - 
Chelonus subplanus - 
Chelonus subpusillus - 
Chelonus subrimulosus - 
Chelonus subseticornis - 
Chelonus subsulcatus - 
Chelonus subtilistriatus - 
Chelonus subtuberculatus - 
Chelonus subventosus - 
Chelonus subversatilis - 
Chelonus subverticalis - 
Chelonus sugonjaevi - 
Chelonus sulcatus - 
Chelonus suturalis - 
Chelonus swellinervis - 
Chelonus szepligetii - 
Chelonus tabonus - 
Chelonus tadzhicus - 
Chelonus tadzhikistanicus - 
Chelonus tagalicus - 
Chelonus talitzkii - 
Chelonus talyshensis - 
Chelonus talyshicus - 
Chelonus tanycoleosus - 
Chelonus tarbagataicus - 
Chelonus tatricus - 
Chelonus tauricola - 
Chelonus tauricus - 
Chelonus tedzhenicus - 
Chelonus tegularis - 
Chelonus telengai - 
Chelonus temporalis - 
Chelonus temulentus - 
Chelonus tengisi - 
Chelonus tenuicornis - 
Chelonus teretiventris - 
Chelonus tersakkanicus - 
Chelonus testaceus - 
Chelonus tettensis - 
Chelonus tianchiensis - 
Chelonus tingutanus - 
Chelonus tjanshanicus - 
Chelonus tobiasi - 
Chelonus tolii - 
Chelonus tongkingensis - 
Chelonus topali - 
Chelonus tosensis - 
Chelonus townsendi - 
Chelonus transbaicalicus - 
Chelonus transversus - 
Chelonus tricoloratus - 
Chelonus triquetrus - 
Chelonus trukensis - 
Chelonus tsagannuri - 
Chelonus tshatkalicus - 
Chelonus tuberculatus - 
Chelonus tuberosus - 
Chelonus tunetensis - 
Chelonus turgidus - 
Chelonus tuvinus - 
Chelonus ubsunuricus - 
Chelonus uniformis - 
Chelonus unimaculatus - 
Chelonus uralicus - 
Chelonus uzbekistanicus - 
Chelonus vaalensis - 
Chelonus walkleyae - 
Chelonus varus - 
Chelonus watti - 
Chelonus vaultclypeolus - 
Chelonus ventosus - 
Chelonus versatilis - 
Chelonus verticalis - 
Chelonus vescus - 
Chelonus wesmaelii - 
Chelonus vickae - 
Chelonus victoriensis - 
Chelonus victorovi - 
Chelonus vitalii - 
Chelonus vitasi - 
Chelonus vitiensis - 
Chelonus vitimi - 
Chelonus volgensis - 
Chelonus volkovitshi - 
Chelonus vulcaniellae - 
Chelonus vulgaris - 
Chelonus xanthofossa - 
Chelonus xanthoscaposus - 
Chelonus xanthozona - 
Chelonus xenia - 
Chelonus yasumatsui - 
Chelonus zaitzevi - 
Chelonus zeravshanicus - 
Chelonus zorkuli - 
Chelonus zygophylli

## Liens  externes
- Ressources relatives au vivant :   - Australian Faunal Directory
  - BugGuide
  - Dyntaxa
  - EPPO Global Database
  - EU-nomen
  - Fauna Europaea
  - Paleobiology Database
  - Global Biodiversity Information Facility
  - iNaturalist
  - Interim Register of Marine and Nonmarine Genera
  - Nálezová databáze ochrany přírody
  - NBN Atlas
  - Nederlands Soortenregister
- (en) BioLib : Chelonus
- (en) NCBI : Chelonus (taxons inclus)